# Steinach (bei Rothenburg ob der Tauber)
Steinach (bei Rothenburg ob der Tauber) (niem: Bahnhof Steinach (bei Rothenburg ob der Tauber)) – stacja kolejowa w gminie Gallmersgarten, w regionie Bawaria, w Niemczech. Znajduje się na linii Treuchtlingen – Würzburg. Stacja należy do związku komunikacyjnego Verkehrsverbund Großraum Nürnberg.
Według klasyfikacji Deutsche Bahn ma kategorię 4.

## Linie kolejowe
- Treuchtlingen – Würzburg
- Neustadt (Aisch) – Steinach bei Rothenburg
- Steinach bei Rothenburg – Dombühl